# Eric Till
Eric Till (* 24. November 1929 in London) ist ein britischer Regisseur, Produzent und Drehbuchautor, der in Kanada, den Vereinigten Staaten und Europa tätig ist.
In Deutschland ist er durch seine Filme Bonhoeffer – Die letzte Stufe und Luther bekannt geworden.

## Karriere
Erstmals führte er wohl 1960 bei der kanadischen Fernsehserie Festival Regie. Nachdem er The Wednesday Play (die Episode: Pale Horse, Pale Rider) und das Armchair Theatre (die Episode: The Gaming Book) in England inszeniert hatte, emigrierte er 1954 nach Kanada, das Land, in dem er wohl sein schon erwähntes Filmregiedebüt hatte. Seit dieser Zeit hat er auch in US-amerikanisch-kanadischen Koproduktionen Regie geführt, beispielsweise 1979 bei An American Christmas Carol, mit Henry Winkler als Hauptdarsteller, und im Jahr 1992 in Jagt den Killer mit Brian Dennehy, der im Film den Serienmörder John Wayne Gacy spielt. Weitere Filme, in denen er Regie führte, waren: Bethune (1977), zwei Fernsehspielfilme mit den Muppets, nämlich The Christmas Toy (1986), Die Muppets feiern Weihnachten (1987), sowie sechzehn Folgen der Serie Die Fraggles und Das Millionending (1968). Mit Bonhoeffer – Die letzte Stufe (2000) und Luther (2003) gewann er auch in Deutschland Bekanntheit.
Doch Till beschränkte sich nicht nur auf dramaturgische Filmproduktionen, Till führte auch bei Fernsehaufzeichnungen des Nationalballetts von Kanada (National Ballet of Canada), des Bolshoi Balletts und des Royal Winnipeg Balletts sowie beim letzten Konzert des berühmten Dirigenten Sir Thomas Beecham Regie.

## Auszeichnungen
Im Jahr 2005 wurde er mit dem Governor General's Award for Lifetime Achievement durch Adrienne Clarkson ausgezeichnet.
Im Jahr 2008 erhielt Till den Director's Guild of Canada Lifetime Achievement Award (2008).

## Filmografie (Auswahl)

### Als Regisseur
- 1960: Festival (Fernsehserie)
- 1962: Playdate (eine Episode)
- 1963: Indian River (Fernsehserie)
- 1964: Bitter Weird (Fernsehfilm)
- 1964: The Wednesday Play (Episode: Pale Horse, Pale Rider)
- 1965: Armchair Theatre (Episode: The Gaming Book)
- 1968: Das Millionending (Hot Millions)
- 1970: Die Krücke (The Walking Stick)
- 1972: A Fan's Notes
- 1973: Die Straßen von San Francisco (The Streets of San Francisco) (Fernsehserie, 1 Episode)
- 1975: It Shouldn't Happen to a Vet
- 1977: Bethune (Fernsehfilm)
- 1979: An American Christmas Carol (Fernsehfilm)
- 1979: Pferdelady (Wild Horse Hank)
- 1981: Improper Channels
- 1982: Ein Stern in meiner dunklen Nacht (1982)
- 1984–1987: Die Fraggles (sechzehn Episoden)
- 1985: Hart wie Stein (Fernsehfilm)
- 1985: Der Kuckuck (Fernsehfilm)
- 1986: The Christmas Toy (Fernsehfilm)
- 1987: Die Muppets feiern Weihnachten (Fernsehfilm)
- 1989: Meggies Geheimnis (Fernsehfilm)
- 1989: Unbekannte Dimensionen (eine Episode)
- 1989: Der Hitchhiker (Episode: Coach)
- 1990: Heirat in Buffalo (Fernsehfilm)
- 1990: In himmlischer Mission (Fernsehfilm)
- 1992: Jagt den Killer (To Catch a Killer) (Fernsehfilm)
- 1993: Die Schwester in der Todeszelle (Fernsehfilm)
- 1994: Tod im Zwielicht (Voices from Within)
- 1995: Ihr Leben in seinen Händen (Fernsehfilm)
- 1995: Recht und Gerechtigkeit (Fernsehfilm)
- 1996: Terra X – Episode 7: Der Fluch von Oak Island (The Curse of Oak Island) (Fernsehfilm)
- 1996: Mein Sohn – Der Mörder (Fernsehfilm)
- 1996: F/X (Fernsehserie)
- 1997: Wenn der Mond zur Sonne wird (Fernsehfilm)
- 1999: Das Mädchen gegenüber (Fernsehfilm)
- 2000: Bonhoeffer – Die letzte Stufe
- 2003: Luther
- 2007: The Secret of the Nutcracker (Fernsehfilm)
- 2007: Chekhov and Maria

### Als Produzent
- 1963: The Other Man (Fernsehserie)
- 1964: Bitter Weird (Fernsehfilm)
- 1964: The Wednesday Play (eine Episode)
- 1971: Talking to a Stranger (Fernsehserie)
- 1982: Ein Stern in meiner dunklen Nacht (1982)

### Als Drehbuchautor
- 1962: Playdate (eine Episode)
- 2000: Bonhoeffer – Die letzte Stufe